# Mohr Siebeck Verlag
Der Mohr Siebeck Verlag ist ein Wissenschaftsverlag mit Sitz in Tübingen. 1801 in Frankfurt am Main als Buchhandlung mit Verlag und Sortiment gegründet, ab 1805 als Universitätsbuchhandlung in Heidelberg weitergeführt, liegt sein Schwerpunkt nach wie vor auf geisteswissenschaftlichen Veröffentlichungen zu Theologie und Jura; zudem erscheinen in dem Verlag Schriften über Judaistik, Religionswissenschaft, Philosophie, Soziologie, Geschichte und Wirtschaft.

## Geschichte

### Frankfurt und Heidelberg
Am 1. August 1801 gründete August Hermann in Frankfurt am Main eine Buchhandlung mit Verlag und Sortiment. Jakob Christian Benjamin Mohr übernahm sie 1804 und gründete ein Jahr später in Heidelberg mit Johann Georg Zimmer die Akademische Buchhandlung Mohr & Zimmer, ebenfalls mit Verlag und Sortiment. 1811 wurde die Frankfurter Filiale aufgelöst. 1815 schied Zimmer als Teilhaber aus, an dessen Stelle folgte Christian Friedrich Winter als Teilhaber. 1822 trennte sich Mohr von Winter und führte die Buchhandlung unter J. C. B. Mohr allein fort. Winter führte seine Geschäfte ebenfalls allein weiter (siehe Universitätsverlag Winter).
Der Börsenverein des Deutschen Buchhandels wurde 1825 in Leipzig von J. C. B. Mohr mitgegründet; 1838 bis 1840 war er Erster Vorsteher. Nach seinem Tod 1854 ging die Firma an seine Söhne über.

### Intermezzo in Tübingen
In Tübingen gab es seit 1816 die H. Laupp’sche Buchhandlung von Heinrich Laupp. Sie war aus dem Universitätsbuchhandel der Cotta’schen Verlagsbuchhandlung hervorgegangen und umfasste, wie damals üblich, Verlag und Sortiment. 1840 wurde sein Schwiegersohn, der Leipziger Buchhändler Hermann Siebeck Teilhaber, 1866 Alleininhaber. Nach Siebecks Tod 1877 leiteten dessen Schwiegersohn Gustav Kötzle (1840–1900) und sein Sohn Paul Siebeck sie zusammen. 1878 erwarben sie gemeinsam den Heidelberger J. C. B. Mohr Verlag und holten ihn nach Tübingen.

### Freiburg im Breisgau
Paul Siebeck ging 1880 mit den Werken des J. C. B. Mohr Verlages und einigen der H. Laupp’schen Buchhandlung nach Freiburg im Breisgau. Den neuen Verlag nannte er dort „Akademische Buchhandlung von J. C. B. Mohr (Paul Siebeck)“. Schwerpunkte des Verlagsprogrammes in Freiburg waren die liberale Theologie, die Philosophie des südwestdeutschen Neukantianismus, Staatsrecht, Zivilrecht und Nationalökonomie (zunächst die Historische Schule, dann auch die Reformer um Max Weber). Alsbald dehnte sich das Einzugsgebiet des Verlages von den drei südwestdeutschen Universitäten Freiburg, Tübingen und Heidelberg über ganz Deutschland aus; um die Jahrhundertwende gab es bereits zahlreiche internationale Kontakte.

### Rückkehr nach Tübingen

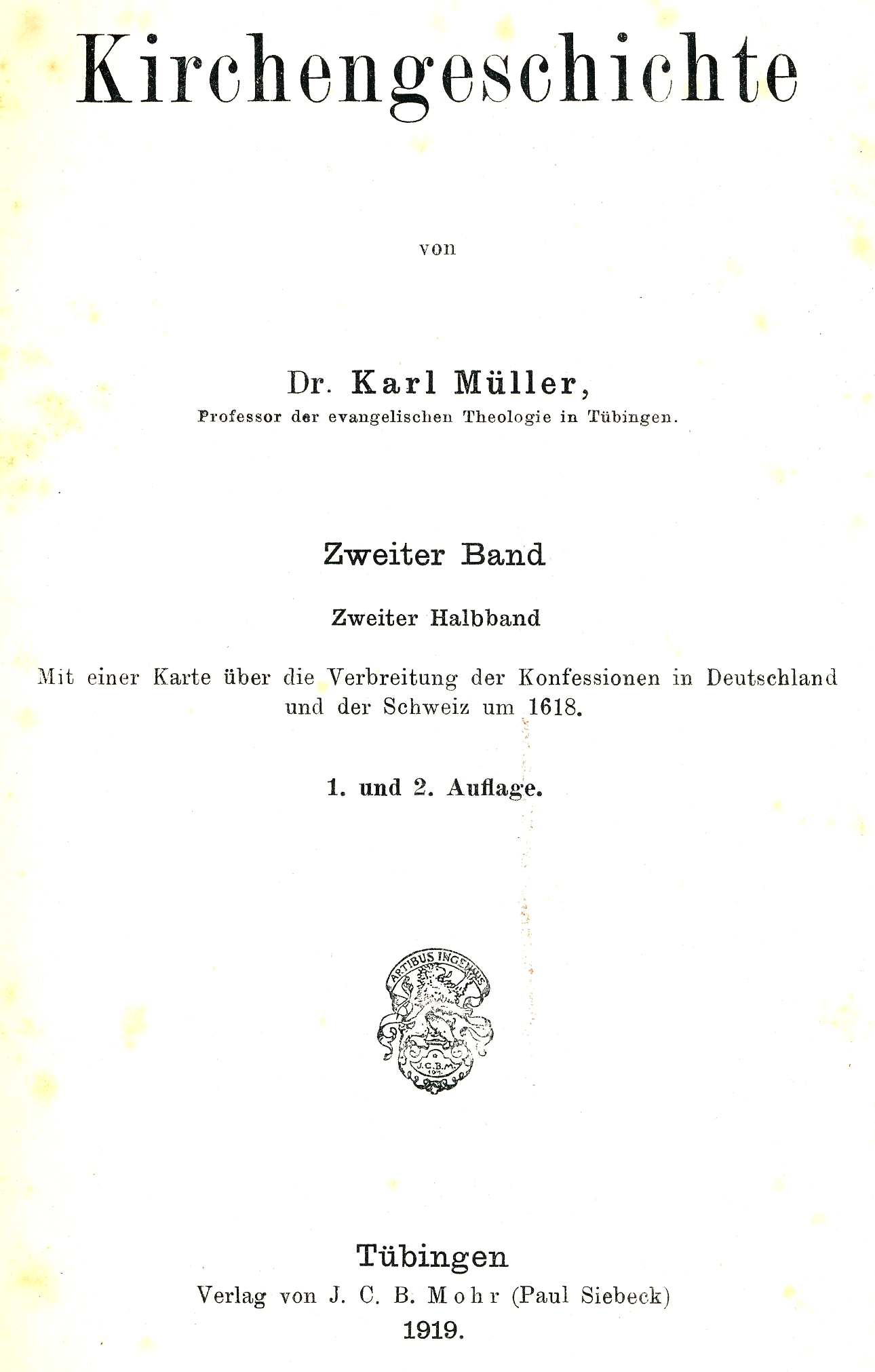
Karl Müller: Kirchengeschichte, Verlag von J. C. B. Mohr (Paul Siebeck), Tübingen 1919 (Titelseite)

1899 kehrte Paul Siebeck mit seinem Verlag nach Tübingen zurück, übernahm auch die Leitung der H. Laupp’schen Buchhandlung und stellte den Sortimentsbetrieb ein. 1906 trat sein ältester Sohn Oskar Siebeck in die Firma ein. Als Paul Siebeck 1920 überraschend verstarb, übernahmen Oskar und sein Bruder Werner Siebeck die Leitung des Verlages. In der durch Reduzierung der Wissenschaftsförderung und durch die Inflation ausgelösten Notlage strafften sie das Verlagsprogramm und spezialisierten sich auf die heutigen vier Kerngebiete Theologie, Philosophie, Jura und Nationalökonomie.

### 1930–1960er Jahre

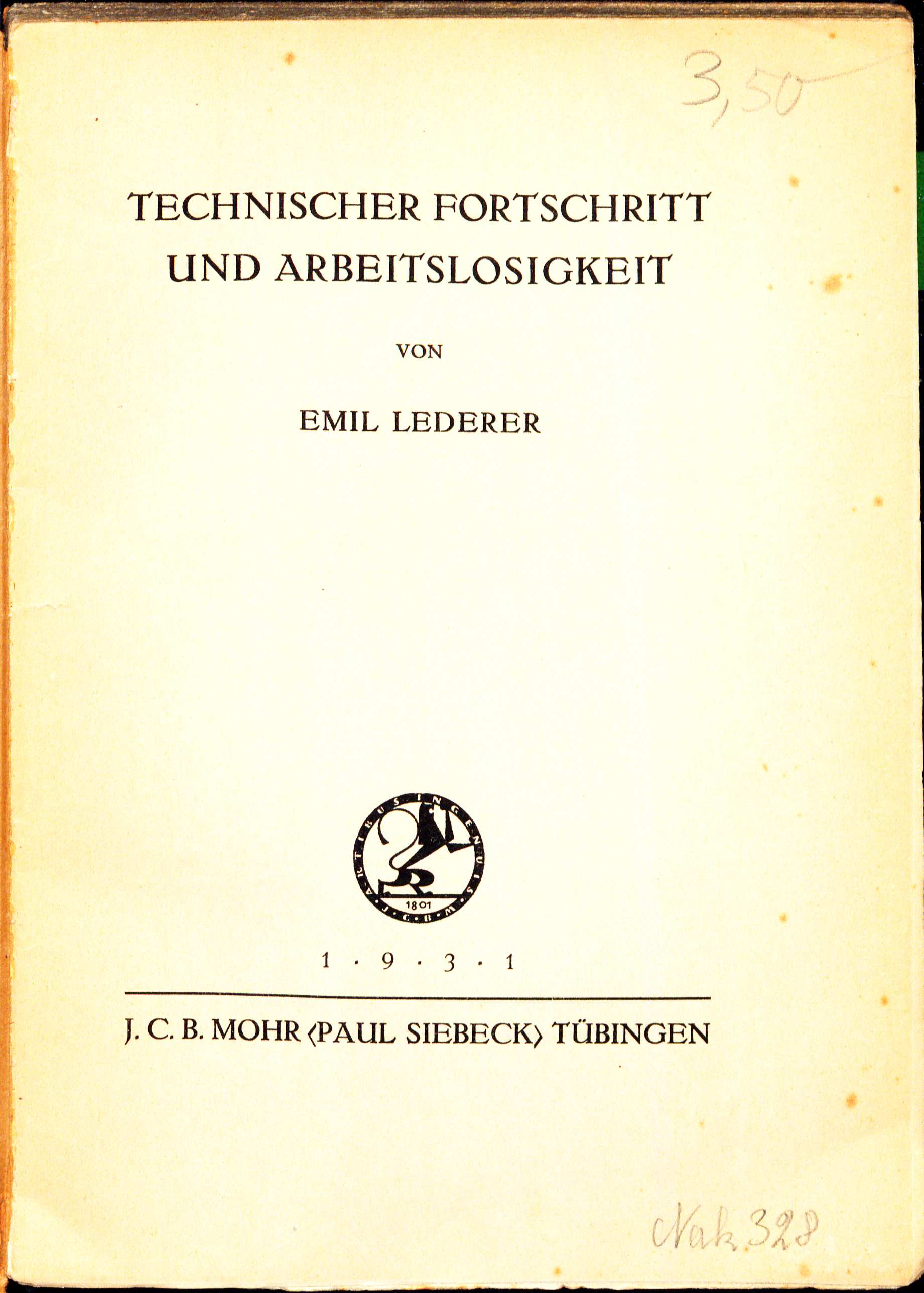
Emil Lederer: Technischer Fortschritt und Arbeitslosigkeit, Verlag von J. C. B. Mohr (Paul Siebeck), Tübingen 1931 (Titelseite)

Nach der Machtübergabe an die Nationalsozialisten war das Verlagsprogramm mit seinen zahlreichen jüdischen und politisch links gerichteten Autoren politisch nicht mehr wohlgelitten. Der Umsatz sank in drei Jahren auf ein Zehntel. Nach dem Tod der beiden Brüder Werner und Oskar Siebeck übernahm dessen Sohn Hans-Georg Siebeck 1936 die Leitung des stark reduzierten Verlages. Zwischen 1939 und 1945 wurden kaum Bücher verlegt. Nach dem Krieg erhielt der Verlag im Jahr 1945 eine der ersten Lizenzen in der französischen Zone und begann wieder mit der Buchproduktion. Nach zwölf Jahren Isolation mussten die Beziehungen ins Ausland wieder aufgenommen werden. In den 1960er Jahren kam durch die Verbindung mit dem Leo Baeck Institut der Programmbereich Judaistik hinzu. Der Verlag wurde auch international wieder salonfähig.

### Gegenwart
1972 trat Georg Siebeck (* 1946) in den Verlag ein und übernahm 1976 die Geschäftsführung, zunächst allein, ab 2005 mit Franz Peter-Gillig und Henning Ziebritzki. Nachdem Georg Siebeck Ende 2014 aus der Geschäftsführung ausschied, leiteten seit 2015 Franz-Peter Gillig (bis zu seiner Pensionierung 2017) und Henning Ziebritzki den Verlag. Zum 1. September 2022 wurde Ove Kähler als Geschäftsführer berufen.
Die Internationalisierung der Wissenschaften prägte auch die Fortschreibung des Verlagsprogramms; der Anteil ausländischer Autoren hat beständig zugenommen. Mehrsprachige Buchreihen sind neu entstanden, Zeitschriftenredaktionen sind international besetzt, einige Zeitschriften erscheinen inzwischen ausschließlich auf Englisch. Großprojekte wie das Lexikon Religion in Geschichte und Gegenwart wurden unter internationaler Beteiligung organisiert. Elektronische Publikationen und Online-Veröffentlichungen kommen seit etwa Mitte der 1980er Jahre hinzu.
Im Laufe des Jahres 2000 wechselt der bibliographische Verlagsname „J. C. B. Mohr (Paul Siebeck)“ zu dem heutigen „Mohr Siebeck“.
Im Jahr 2005 wurde der zuvor als Personengesellschaft von Mitgliedern der Familie Siebeck geführte Verlag in „Mohr Siebeck GmbH & Co. KG.“ umgewandelt. Der Verlag ist einer von 15 Mitgliedsverlagen (Stand September 2015) der Vertriebsgemeinschaft Uni-Taschenbücher (UTB). Mohr Siebeck pflegt weiterhin die Gebiete Theologie, Judaistik, Religionswissenschaft, Philosophie, Soziologie, Geschichte, Jura und Wirtschaft in Einzelwerken, Buch- und Zeitschriftenreihen.
Das bis dahin in Tübingen befindliche Archiv des Verlages wurde 2010 der Staatsbibliothek zu Berlin geschenkt, die sich im Gegenzug verpflichtete, die Bestände zu erschließen und teilweise zu digitalisieren. Das Archiv umfasste 1200 Kisten mit Dokumenten aus den Jahren 1801 bis 1978, darunter 814 Kisten mit Autorenkorrespondenz, 33 Kisten mit Verträgen, 204 mit Rezensionen veröffentlichter Schriften, 78 mit Personalpapieren und diversen Kisten mit weiteren Verlagsunterlagen. Unter der Signatur Nachl. 488 (Archiv des Verlages Mohr Siebeck) wird der Bestand in die Datenbank des Kalliope-Verbundes eingearbeitet.

## Hauptwerke, wichtige Buchreihen, Zeitschriften
| Hauptwerke | Wichtige Buchreihen | Zeitschriften |
| --- | --- | --- |
| - Handbuch zum Alten Testament - Handbuch zum Neuen Testament - Religion in Geschichte und Gegenwart - Synopse und Übersetzung des Talmud Yerushalmi - The Dead Sea Scrolls - Johann Joachim Spalding – Kritische Ausgabe - Philipp Jacob Spener – Briefe | - Beiträge zur historischen Theologie - Forschungen zum Alten Testament - Hermeneutische Untersuchungen zur Theologie - Religion in Philosophy and Theology - Orientalische Religionen in der Antike - Schriftenreihe wissenschaftlicher Abhandlungen des Leo Baeck Instituts - Scripta Antiquitatis Posterioris ad Ethicam Religionemque pertinentia - Spätmittelalter und Reformation - Studien und Texte zu Antike und Christentum - Texts and Studies in Ancient Judaism - Tria Corda. Jenaer Vorlesungen zu Judentum, Antike und Christentum - Wissenschaftliche Untersuchungen zum Neuen Testament | - Early Christianity (EC) - Hebrew Bible and Ancient Israel (HeBAI) - Jewish Studies Quarterly (JSQ) - Philosophy, Theology and the Sciences (PTSc) - Religion in the Roman Empire (RRE) - Theologische Rundschau (ThR) - Zeitschrift für evangelisches Kirchenrecht (ZevKR) - Zeitschrift für Theologie und Kirche (ZThK) |

| Hauptwerke | Wichtige Buchreihen | Zeitschriften                    |
| --- | --- | -------------------------------- |
| - Max Weber – Wirtschaft und Gesellschaft - Hans-Georg Gadamer – Gesammelte Werke - Karl Popper – Gesammelte Werke - Max-Weber-Gesamtausgabe (und ihre Studienausgabe) | - Internationales Jahrbuch für Hermeneutik - Heidelberger Abhandlungen zur Philosophie und ihrer Geschichte - Philosophische Untersuchungen | - Philosophische Rundschau (PhR) |

| Hauptwerke | Wichtige Buchreihen | Zeitschriften |
| --- | --- | --- |
| - GmbH-Großkommentar - Grundgesetz Kommentar - EMRK/GG-Konkordanzkommentar - Entscheidungen des Bundesverfassungsgerichts - Handbuch des Schuldrechts - Hans Kelsen Werke - Historisch-Kritischer Kommentar zum BGB - Kommentar zur ZPO - Hugo Preuß – Gesammelte Schriften | - Beiträge zum internationalen und ausländischen Privatrecht - Beiträge zur Rechtsgeschichte des 20. Jahrhunderts - Geistiges Eigentum und Wettbewerbsrecht - Grundlagen der Rechtswissenschaft - Handbuch des Schuldrechts - Jus Ecclesiasticum - Jus Internationale et Europaeum - Jus Privatum - Jus Publicum - Mohr Lehrbuch - Studien zum internationalen und ausländischen Privatrecht - Tübinger Rechtswissenschaftliche Abhandlungen - Veröffentlichungen zum Verfahrensrecht | - Archiv für die civilistische Praxis (AcP) - Archiv des Völkerrechts (AVR) - Archiv des öffentlichen Rechts (AöR) - JuristenZeitung (JZ) - Rabels Zeitschrift für ausländisches und internationales Privatrecht (RabelsZ) - Wissenschaftsrecht (WissR) - Zeitschrift für Geistiges Eigentum (ZGE) |

| Hauptwerke                                                                                       | Wichtige Buchreihen | Zeitschriften                                                                   |
| ------------------------------------------------------------------------------------------------ | --- | ------------------------------------------------------------------------------- |
| - Friedrich A. von Hayek – Gesammelte Schriften in deutscher Sprache - Mancur Olson - Adam Smith | - Beiträge zur Finanzwissenschaft - Conferences on New Political Economy - Einheit der Gesellschaftswissenschaften - Konzepte der Gesellschaftstheorie - Neue ökonomische Grundrisse - Untersuchungen zur Ordnungstheorie und Ordnungspolitik - Wirtschaftswissenschaftliches Seminar Ottobeuren | - FinanzArchiv (FA) - Journal of Institutional and Theoretical Economics (JITE) |